# ギリシャ陸軍

ギリシャ陸軍のエンブレム。東ローマ帝国以来の伝統を持つ、双頭の鷲が描かれている

陸軍旗。竜を退治する聖ゲオルギオスが描かれている

ギリシャ陸軍（ぎりしゃりくぐん、ギリシア語: Ελληνικός Στρατός, Ellinikós Stratós）は、ギリシャの陸軍である。

## 歴史
近代ギリシャ陸軍は、ギリシャ独立戦争 (1821-1829) の際に設立されたギリシャ地方政府の常備部隊を源流とする。1822年4月に設立された最初の部隊は歩兵部隊と小規模な砲兵部隊であり、ギリシャ独立を支持するため欧州各国から駆けつけた義勇軍の外国人が指揮官を務めた。しかし、これらの部隊は資金難からほどなく解散を余儀なくされ、ギリシャ陸軍大佐イオアニス・カポディストリアス（後のギリシャ初代大統領）によって1828年2月に8つの義勇軍が再び設立された。1825年5月には徴兵法が成立し、最初の司令官はフランス軍大佐シャルル・ニコラ・ファビエに任された。また、バイロン卿の助力により陸軍病院も設立された。カポディストリアスがギリシャ総督を務めた1827年以降に国軍の組織は大きな改革を成し遂げ、例を挙げれば陸海軍の軍務本営の設置、陸軍士官学校の設立、工兵隊の設立がある。また、ギリシャ国内にあった様々な非正規軍事組織を正規軍に取り込み、軽歩兵大隊として組織し直す努力も続けられた。初期のギリシャ軍には戦術や軍装を含めてフランス軍の影響が大きかったが、外国人の軍事教官（初期には外国義勇軍、後にはニコラス・ジョゼフ・メゾン将軍率いるフランス派遣軍の将校）にフランス人が多かったことが理由である。

ギリシャ陸軍は以下の戦争に参加している。
- ギリシャ独立戦争
- 希土戦争
- 第一次バルカン戦争
- 第二次バルカン戦争
- ロシア内戦
- 希土戦争
- 第二次世界大戦
- ギリシャ内戦
- キプロス紛争
- 朝鮮戦争
- コソボ紛争
- アフガニスタン戦争
- 対テロ戦争

## 組織

### 本部
- ギリシャ国防省
  - 参謀
    - 参謀長
    - 監察官
    - 第1副参謀長
    - 第2副参謀長

### 作戦部隊
- いくつかの戦闘部隊は軍と呼ばれる。この用語は直接戦闘を行う行わないを問わず軍の構成要員として扱われる。
- いくつかの支援部隊は例外的に軍団と呼ばれる。

## 階級

### 士官
- OF-10該当なし
- OF-9 大将 (Στρατηγός)
- OF-8 中将 (Αντιστράτηγος)
- OF-7 少将 (Υποστράτηγος)
- OF-6 准将 (Ταξίαρχος)
- OF-5 大佐 (Συνταγματάρχης)
- OF-4 中佐 (Αντισυνταγματάρχης)
- OF-3 少佐 (Ταγματάρχης)
- OF-2 大尉 (Λοχαγός)
- OF-1 中尉 (Υπολοχαγός)
- OF-1 少尉 (Ανθυπολοχαγός)

### 士官候補生
- OF-D 士官候補生 (Δόκιμος,Έφεδρος,Αξιωματικός)

### 准士官
- OR-9 准尉 (Ανθυπασπιστής)

### 下士官
- OR-8 上級曹長 (Αρχιλοχίας)
- OR-7 曹長 (Επιλοχίας)
- OR-6 軍曹 (Λοχίας)
- OR-5 該当なし
- OR-4 伍長 (Δεκανέας)

### 兵
- OR-3 上等兵 (Υποδεκανέας)
- OR-2 該当なし
- OR-1 兵士 (Στρατιώτης)

## 編成
- 第1軍はラリサに基地を置き、第1軍団と第4軍団を含み、北部と東部の防衛を担っている。
- 第2軍団はベレヤに基地を置き、陸軍の即応集団として機能する。
- 内陸島嶼部最高軍令部はアテネとアッティカに基地を置き、エーゲ海諸島の防衛を担っている。
- 最高軍事支援司令部は様々な後方支援や組織的な任務を行う。

師団もまだ存在しているが、前線部隊は旅団規模に再編成され、一般的なNATO基準である5個大隊、3つの演習、1つの砲兵、1つの後方支援といくつかの中隊規模に抑えられている。最近の動向によれば、2015年までにすべての師団を解隊するが、旅団は数個作戦中隊に再編成され、主に機甲部隊や機械化部隊は削減し、攻撃旅団という新たな旅団として設立される。
装備

## 装備

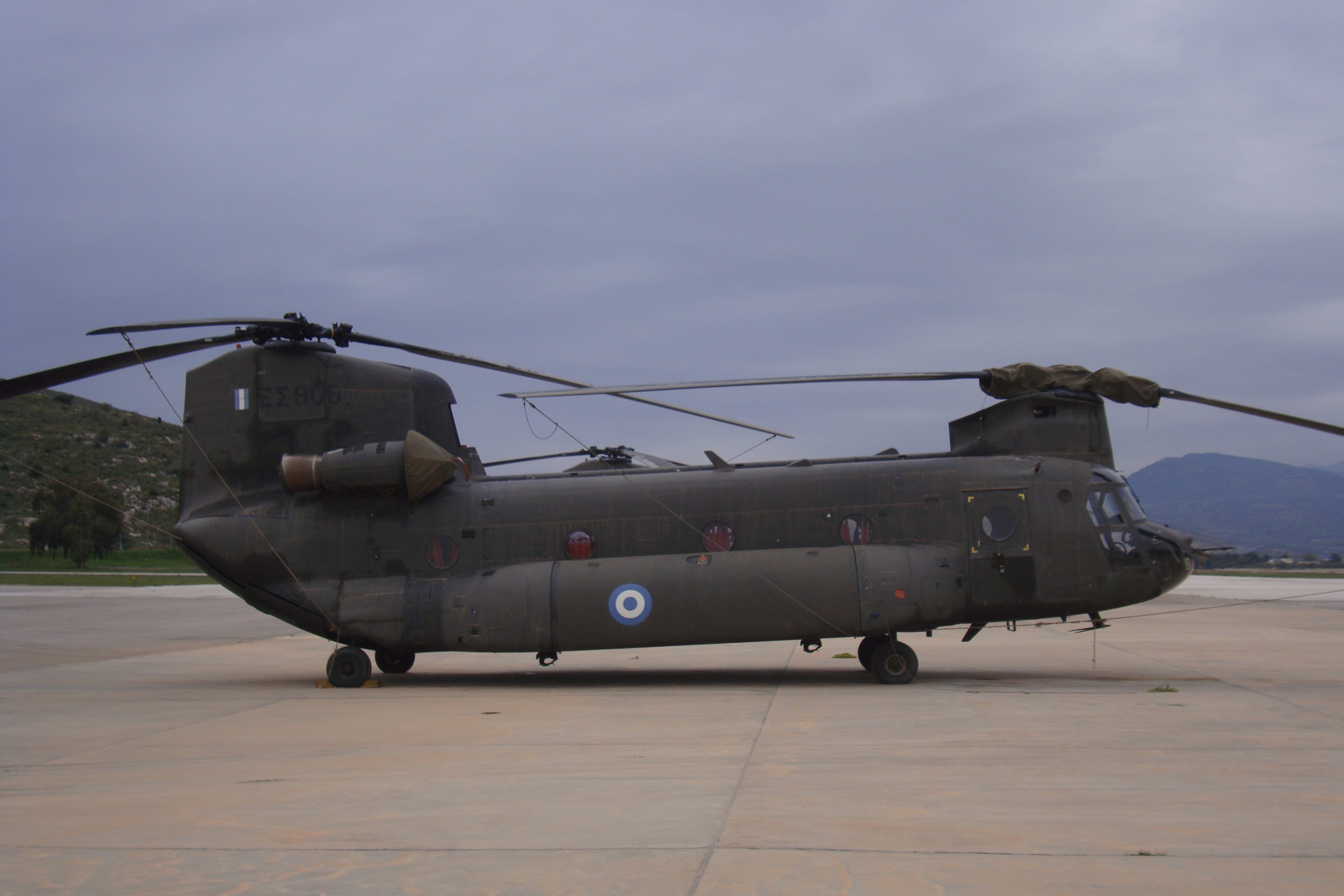
ギリシャ陸軍のCH-47D

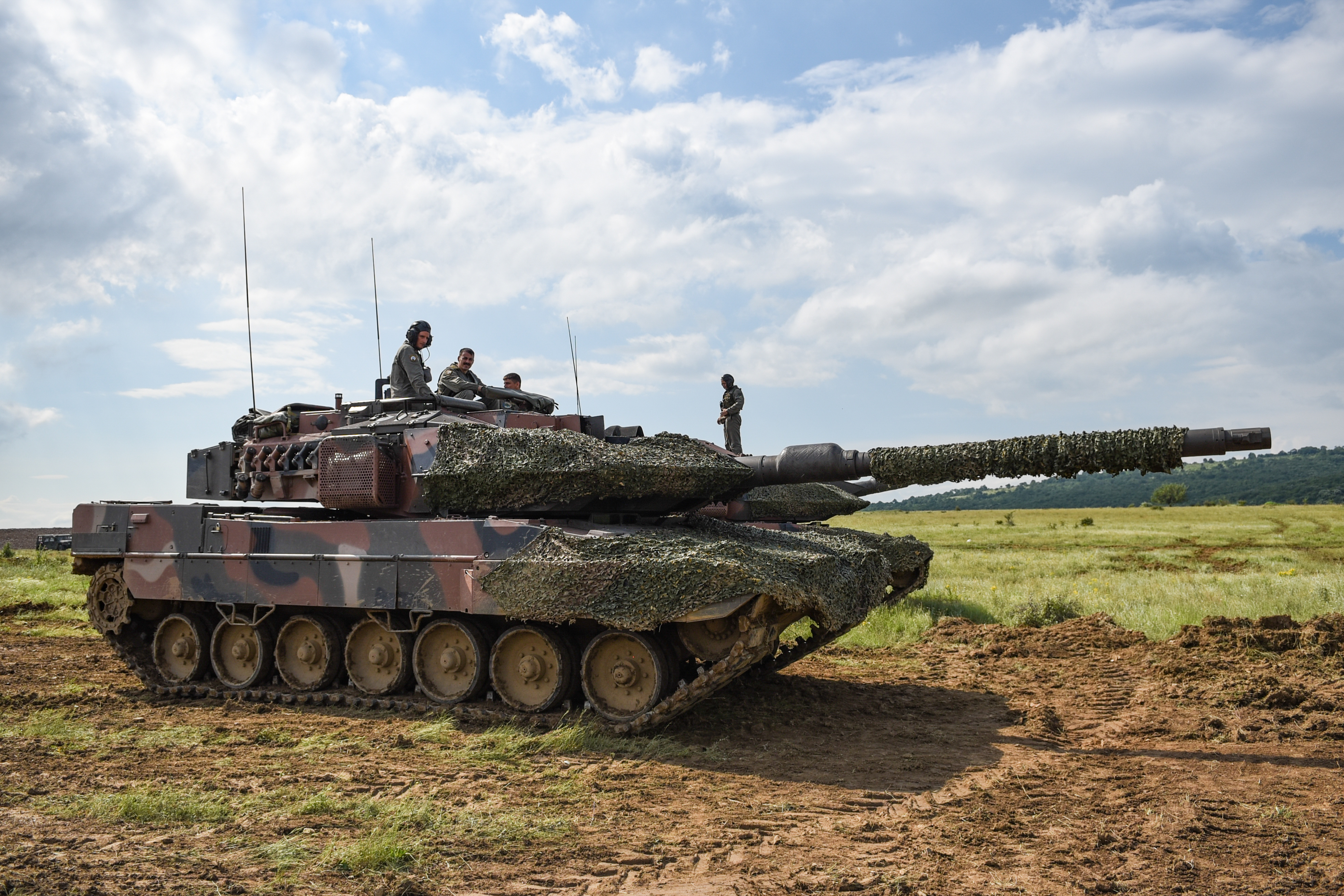
ギリシャ陸軍のレオパルト2A6HEL

### 小火器
- M1911
- H&K USP
- P229
- グロック21
- FN Five-seveN
- H&K MP5
- H&K UMP
- FN P90
- ベネリ M4 スーペル90
- H&K G3
- FN FAL
- AOR M21
- H&K HK33
- H&K G36
- M4カービン
- M16A2/A3/A4
- M1ガーランド
- ミニミ軽機関銃
- H&K HK21
- FN MAG
- M60機関銃
- ブローニングM2重機関銃
- M110狙撃銃
- Kefefs（英語版）
- SAKO TRG
- ステアー SSG 08（英語版）
- バレットM82
- バレット M95（英語版）
- M203 グレネードランチャー
- H&K GMW
- M79 グレネードランチャー
- Mk19 自動擲弾銃
- LRAC F1（英語版）
- カールグスタフ
- AT4
- RPG-18
- M72 LAW
- M67 90mm無反動砲
- M40 106mm無反動砲
- BGM-71 TOW
- ミラン
- 9K111
- 9M133（英語版）
- スパイク

### 火砲
- M6迫撃砲 ×150
- E56 120 mm 迫撃砲（英語版） ×158
- E44-E 81 mm 迫撃砲（英語版）×690
- M19 60mm 迫撃砲 ×150
- M29 81mm 迫撃砲 ×2750
- M30 107mm迫撃砲 ×624
- M270 MLRS ×36
- RM-70 ×116
- PzH 2000GR自走榴弾砲 ×25
- M109 155mm自走榴弾砲 ×420
- M110A2 203mm自走榴弾砲 ×145
- M114A1/A2 155mm榴弾砲 ×266
- M101A1 105mm榴弾砲 ×445
- オート・メラーラMod56 105mm榴弾砲 ×18

### 防空装備
- MIM-23B ホーク ×42
- 9K33 ×39
- TOR M-1 ×21
- ASRAD-HELLAS（英語版） ×54
- FIM-92 スティンガー ×631
- ZU-23-2 ×506
- ラインメタル Rh202 ×285
- ボフォース 60口径40mm機関砲 ×227
- Artemis 30（英語版）

### 車両

#### 戦車
- レオパルト2A6HEL ×170
- レオパルト2A4/GR ×183
- レオパルト1A5/GR ×520
- M60A3 TTS ×100
- M48A5 WOLF ×392

#### 装甲戦闘車両
- マルダー1A3歩兵戦闘車 ×40
- M2ブラッドレー歩兵戦闘車×350
- BMP-1A1 Ost ×144
- レオニダスII（英語版） ×491
- M113A1/A2装甲兵員輸送車 ×1995
- M106A1/A2 ×257
- M125A1 ×3
- M901A1/A2 ITV ×362
- M113 TOW ×12
- M992野戦火砲弾薬支援車（英語版）×40
- M577A1/A2 ×281
- 9S737M（英語版）×5
- HMMWV ×681
- VBL装甲車 ×243
- M1117 ×1200
- M1059A2 SGC ×46
- Typhoon GSS-300 ×8
- MRZR（英語版）×4
- General Dynamics Flyer（英語版） ×4

#### 工兵車両
- ベルゲパンツァー3 ビュッフェル（ドイツ語版） ×12
- レオパルト1 ARV  ×43
- M88A1 ×95
- M578 ×113
- パンツァーシュネルブリュッケ レグアン（ドイツ語版）×16
- ブリュッケンレーゲパンツァー・ビーバー（ドイツ語版）×10
- M48A5 AVLB ×22
- M60A1 AVLB ×12
- RIBBON M812
- PMP KRAZ 255B
- レオパルト 1VMP ×10

#### その他車両
- シュタイヤー 680M ×12000
- シュタイヤー 12M18（ドイツ語版）×150
- MAN SX（英語版）×66
- MTVR Mk27 ×73
- MG-240GD/290GD ×8300
- MAGIRUS
- MAN TGS（英語版） ×20
- MAN KAT1（英語版） ×24
- MAN FX（英語版） ×120
- オシュコシュ M911（英語版） ×93
- HEMTT ×320
- M35 2.5tトラック ×120
- FMTV ×300
- KrAZ-255 ×148
- Tatra 815 VT（英語版）
- イヴェコ T（英語版）
- DAF
- 三菱 L200 ×15
- トヨタ ハイラックス ×20

### 航空機

#### 回転翼機
- AH-64A＋ アパッチ ×19
- AH-64D アパッチ・ロングボウ ×9
- OH-58D カイオワ ×78
- NH90 ×20
- CH-47D/DG/SD ×25
- ベル 205 ×100
- ベル 206 ×14
- ベル 212 ×1
- シュワイザー S300（英語版）

#### 固定翼機
- C-12 ヒューロン ×3
- セスナ 185 ×15

#### UAV
- エアロノーティクス オービター ×17
- スペルウェール ×16
- Martice 300
- EMPUSA X6 ×1
- ATLAS 204 ×32

### その他
- AN/TPQ-37（英語版）
- ARTHUR（英語版）
- Kasta 2E（英語版）
- ヴァイサラ RT20AM
- Stentor
- BOR-A 550（英語版）
- MSP-350 MARGOT XXL